# André Ducret
Pour les articles homonymes, voir Ducret.
Pour l’article ayant un titre homophone, voir Andrée Ducret.
André Ducret, né le 4 juin 1945 à  Fribourg en Suisse et mort le 1er février 2025, est un chanteur, chef de chœur, compositeur et pédagogue suisse.

## Chanteur
Doté d'une voix de ténor, André Ducret prête sa voix à divers ensembles, et participe en tant que soliste à la création de La joie partagée (1965) et Les Chemins de la Croix (1966) dont les musiques sont composées par l'Abbé Pierre Kaelin, sur des textes de Raoul Follereau, respectivement Émile Gardaz.
Il participe à la fondation du Quatuor du Jaquemart, formation masculine au répertoire éclectique. Il y participe jusque dans les années 1990.

## Chef de chœur
André Ducret fonde et dirige le Chœur des XVI, de 1970 à 2018. Éteint en 2018, cet ensemble laisse une discographie importante.
D'autre part, il dirige le chœur d'enfants Le petit Chœur de Sainte-Thérèse, de 1970 à 1982. En parallèle, il conduit jusqu'en 2006 le Chœur du collège Saint-Michel, constitué de 50 jeunes environ. De 1989 à 1992, il assure la direction du Chœur de la Radiotelevisione svizzera di lingua italiana (RSI). Il anime des ateliers pour À Cœur Joie, Europa Cantat et la Zimriya israélienne. Il codirige le Chœur suisse des Jeunes (de) à six reprises.
En 2013, l'association Plans Fixes réalise un reportage consacré à André Ducret.
Ébloui par son talent de chef de chœur, l'auteur Philippe Rolle le convainc en 2015 de collaborer à un ouvrage biographique qui paraît en 2022.

## Compositeur
André Ducret est le compositeur en particulier de «Soir d'octobre», sur un poème d'Émile Gardaz.
Quelques partitions sont éditées par Vocalis, ainsi que par Dominique Gesseney-Rappo (qui les remet en 1998 aux éditions Labatiaz à Saint-Maurice). Les Editions Labatiaz, sous la direction de Michel Roulin, ami fidèle d'André Ducret depuis leurs études gymnasiales au Collège Saint-Michel de Fribourg,  ont publié plus de 300 titres toujours disponibles d'André Ducret. Elles deviennent les Editions Henry:Labatiaz en 2023.
Le portail André Ducret recense une base de données complète des œuvres composées, éditées ou non. 

### Concours
André Ducret participe en 1980 au concours de l'Étoile d'or, organisé par la Télévision suisse romande. Il remporte le 1er prix avec sa composition Noël à danser, interprétée sous sa direction par Le petit Chœur de Sainte-Thérèse.
Participant en 2002 au concours de composition organisé par la Société Cantonale des Chanteurs Fribourgeois (en français : Société cantonale de chanteurs fribourgeois), André Ducret y remporte trois prix. Sur un plan plus international, il s’illustre en 2004 par sa position de finaliste dans le concours Rainbow à Barcelone et son premier prix AGEC (association faîtière européenne).
En 2020, il est lauréat du Prix culturel suisse, pour l'ensemble de son apport au chant choral amateur.  

## Pédagogue
Enseignant la musique au Collège Saint-Michel et devant faire face avec ses choristes amateurs aux difficultés de l'apprentissage de nouvelles partitions, André Ducret met au point une méthode de lecture de la musique. Enseignant la direction chorale, il contribue notamment à la formation de Gilbert Bezençonet de nombreux chefs de choeurs grâce à son cours de direction chorale au Conservatoire de Sion-Valais.
Le 4 juin 2007 est ouvert le fonds André Ducret à la Bibliothèque cantonale et universitaire de Fribourg. L’ensemble de sa production, approchant les 500 pièces, est déposé à la BCU. L’ouvrage André Ducret, compositeur, chef de chœur et pédagogue, est publié à cette occasion.